# Lista parcurilor regionale din statul Arizona

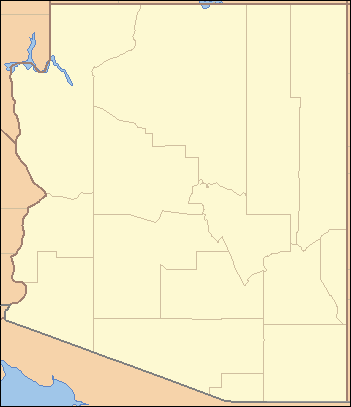
Harta generică a statului, indicând contururile și limitele celor 15 comitate ale sale.

- Această pagină este o listă a parcurilor regionale din statul Arizona aranjate după comitatul (unul din cele 15 comitate ale statului Arizona) în care se găsesc și de a căror jurisdicție aparțin.

## ComitatulLa Paz
- La Paz County, Arizona, Parks

## ComitatulMaricopa
Cele zece parcuri regionale din comitatul Maricopa sunt administrate de Departamentul de parcuri și activități recreative ale comitatului Maricopa, conform denumirii sale oficiale, Maricopa County Parks and Recreation Department. 
- Adobe Dam Regional Park [1];
- Buckeye Hills Regional Park;
- Cave Creek Regional Park;
- Estrella Mountain Regional Park;
- Lake Pleasant Regional Park;
- McDowell Mountain Regional Park;
- San Tan Mountain Regional Park;
- Spur Cross Ranch Conservation Area;
- Usery Mountain Regional Park și
- White Tank Mountain Regional Park.

## ComitatulYavapai
- Yavapai County Arhivat în 14 martie 2015, la Wayback Machine. web site
- Red Rock State Park [2]